# یولاگلدی
یولاگلدی شهری در بخش مرکزی شهرستان شوط در استان آذربایجان غربی در کشور ایران است. این شهر سومین شهر شهرستان شوط است. این شهر بر‌اساس مصوبه هیئت دولت در بهمن ماه ۱۳۹۶ از روستا به شهر ارتقا یافت. بزرگراه تبریز-بازرگان از وسط این شهر عبور می‌کند. این شهر در ۱۰ کیلومتری شمال‌غربی شوط واقع شده‌است.

## جمعیت
براساس سرشماری مرکز آمار ایران در سال۱۳۹۵، جمعیت آن بالغ بر ۳٬۹۳۵ نفر با ۱٬۰۴۱ خانوار می‌باشد.

## مردم

### زبان
زبان مردم این شهر ترکی آذربایجانی و کردی کرمانجی است.

### دین و مذهب
دین مردم شهر اسلام و از اهل تشیع و اهل تسنن تشکیل یافته‌است.